# Capo Figari, Cala Sabina, Punta Canigione e Isola Figarolo
Capo Figari, Cala Sabina, Punta Canigione e Isola Figarolo este o arie protejată (arie de protecție specială avifaunistică — SPA) din Italia întinsă pe o suprafață de 4.054 ha, din care 86 % marine.

## Localizare
Centrul sitului Capo Figari, Cala Sabina, Punta Canigione e Isola Figarolo este situat la coordonatele 40°58′19″N 9°37′42″E / 40.972026°N 9.628258°E.

## Înființare
Situl Capo Figari, Cala Sabina, Punta Canigione e Isola Figarolo a fost declarat arie de protecție specială avifaunistică în iulie 2009 pentru a proteja 1 specie de plante și 12 specii de animale.

## Biodiversitate
Situată în ecoregiunea mediteraneană, aria protejată conține 15 habitate naturale: Formațiuni scunde de Euphorbia în apropierea falezelor, Vegetație anuală la limita mareei, Recifuri, Ape stătătoare oligotrofe până la mezotrofe, cu vegetație de Littorelletea uniflorae și/sau de Isoëto-Nanojuncetea, Păduri de pin mediteraneene cu pini mezogeni endemici, Matorral arborescenți cu Juniperus spp., Păduri mediteraneene de Taxus baccata, Tufărișuri termo-mediteraneene și de pre-deșert, Straturi cu Posidonia (Posidonion oceanicae), Peșteri inaccesibile publicului, Păduri de Olea și Ceratonia, Phrygana endemică cu Euphorbio-Verbascion, Dehesas cu Quercus spp. perene, Pseudostepă cu ierburi și specii anuale de Thero-Brachypodietea, Faleze cu vegetație de Limonium spp. endemic de pe coastele mediteraneene.
La baza desemnării sitului se află mai multe specii protejate:
- plante (1): Brassica insularis
- păsări (6): Alectoris barbara, Calonectris diomedea, șoim călător (Falco peregrinus), Larus audouinii, Phalacrocorax aristotelis desmarestii, Sylvia sarda
- mamifere (3): liliac cu picioare lungi (Myotis capaccinii), Myotis punicus, muflon (Ovis aries musimon)
- reptile (3): Caretta caretta, Euleptes europaea, țestoasă bănățeană (Testudo hermanni)

Pe lângă speciile protejate, pe teritoriul sitului au mai fost identificate 16 specii de plante, 1 specie de păsări, 1 specie de amfibieni, 1 specie de mamifere, 4 specii de nevertebrate, 2 specii de reptile.